# Bagaudae

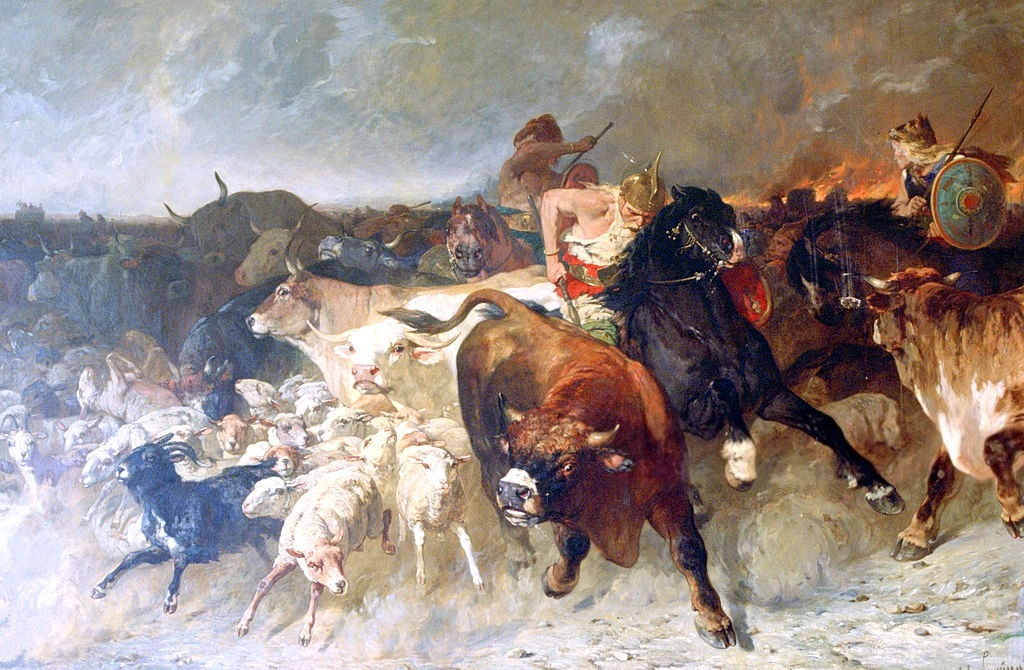
Pillards gaulois door Évariste-Vital Luminais.

Bagaudae (ook wel Bacaudae) was de benaming voor groepen opstandige boeren in het Romeinse Rijk die tijdens de Crisis van de derde eeuw, voornamelijk in Gallië het platteland onveilig maakten. De naam betekent vermoedelijk "vechters". 
De oorsprong van Bagaudae moet worden gezocht in boeren en stedelingen die vanwege de plundertochten door Germaanse stammen alles kwijt waren geraakt. Zij vormden gewapende groepen om zich te beschermen en voorzagen zichzelf van levensonderhoud door te roven en plunderen.
Nadat er een einde was gekomen aan de invallen van de Germanen werd het leger ingezet om een einde te maken aan het probleem dat de Bagaudae veroorzaakten. Tussen 284 en 286 werden zij vernietigd door de Caesars Maximianus en Carausius, in naam van keizer Diocletianus. De leiders van de Bagaudae waren Amandus en Aelianus.
De benaming "Bagaudae" keerde terug aan het begin van de 5e eeuw, toen Bagaudae gedeelten van Gallië en de Ebro-vallei in Spanje onder controle hadden. Ze worden ook rond dezelfde tijd genoemd in de provincie Macedonië, de enige keer dat ze ontstaan in het Oostelijke Rijk, wat mogelijk verband houdt met economische ontberingen onder Arcadius. 
In Gallië werden de Bagaudae aanvankelijk gelokaliceerd in de Loire-vallei en Bretagne tussen circa 409-17 na Christus. Verschillende legers werden tegen hen in stelling gebracht. De laatste effectieve West-Romeinse generaal, Flavius Aëtius die tegen hen optrad gebruikte foederati-eenheden  van de Alanen onder hun koning Goar om de Bagaudae opstand in Armorica te onderdrukken. Onder leiding van Tibatto kwamen ze in opstand tussen 436-437 en in 442. Generaal Aëtius bracht het leger tegen hen in stelling die Tibatto gevangen nam. Met de ineenstorting van het West-Romeinse Rijk en opkomst van de Germaanse koninkrijken verdween de benaming Bagaudae uit de geschiedenis.
Halverwege de vijfde eeuw waren groepen Bagaudae actief in het noorden van Spanje, onder meer in de Ebro-vallei. De koning van de Sueven, Rechiar rekruteerde omstreeks 456 Bagaudae om zijn leger te versterken voor zijn aanvallen op de Romeinse steden in Hispania Tarraconensis.